# Chockov
Chockov je malá vesnice, část obce Lhotka u Radnic v okrese Rokycany v Plzeňském kraji. Nachází se asi 0,5 kilometru severně od Lhotky u Radnic. Chockov je také název katastrálního území o rozloze 1,15 km².

## Historie
První písemná zmínka o vesnici pochází z roku 1115.

## Obyvatelstvo
| Rok            | 1869 | 1880 | 1890 | 1900 | 1910 | 1921 | 1930 | 1950 | 1961 | 1970 | 1980 | 1991 | 2001 | 2011 | 2021 |
| -------------- | ---- | ---- | ---- | ---- | ---- | ---- | ---- | ---- | ---- | ---- | ---- | ---- | ---- | ---- | ---- |
| Počet obyvatel | 96   | 122  | 132  | 106  | 110  | 92   | 72   | 48   | 49   | 44   | 29   | 20   | 23   | 7    | 7    |
| Počet domů     | 14   | 14   | 14   | 14   | 14   | 14   | 14   | 14   | 14   | 10   | 10   | 12   | 12   | 12   | 12   |

## Obecní správa
Při sčítání lidu v letech 1869–1921 Chockov byl osadou obce Lhotka u Radnic v okrese Kralovice. V letech 1930–1950 byl samostatnou obcí, se kterým patřil nejprve do okresu Kralovice, ale v roce 1950 v okrese Rokycany. V období 1961–1980 byla opět částí obce Lhotka u Radnic. V období od 1. dubna 1980 do 23. listopadu 1990 patřil jako část města k Radnicím. Od 24. listopadu 1990 je znovu částí obce Lhotka u Radnic.